# Suif
Le suif est un produit résiduel obtenu par la fonte de la graisse d'espèces animales comme le mouton et le bœuf.

## Utilisation
Cette matière première est utilisée en savonnerie pour la fabrication du savon par une réaction de saponification. Le suif peut être aussi utilisé pour l'assouplissement et l'imperméabilisation des cuirs. Enfin, source de lipides énergétiques, il peut aussi entrer dans la composition d'aliments pour les animaux. Il est, en particulier, utilisé pour remplacer la fraction lipidique dans les laits de substitution pour les veaux d'élevage. Les risques liés à l'encéphalopathie spongiforme bovine (ESB) peuvent faire douter de l'innocuité d'une telle pratique. Cependant, aucune preuve de transmission de l'ESB par cette voie n'a pu être apportée[réf. nécessaire].
Du Moyen Âge au XIXe siècle, le suif a été utilisé pour l'éclairage ; il était le combustible de la chandelle, équivalent de la bougie, inexistante puis trop chère pour les pauvres.
Le suif, issu des abattoirs et de l'équarrissage, est encore utilisé dans l'industrie principalement comme lubrifiant (graisse) et il existe des projets d'utilisation comme carburant (bio-huiles, biogazole).
Le suif était aussi traditionnellement utilisé comme lubrifiant sur le bois (pour les engrenages de moulins notamment) et il l'est encore dans certains contextes (sur une cale de lancement, les rails sont suifés pour faire glisser la semelle de quille) ainsi que dans des mécanismes hydromécaniques (par exemple, les ascenseurs de la tour Eiffel).
En mécanique, le suif est un excellent produit de protection des outils ainsi qu'un très bon lubrifiant pour l'usinage, en particulier pour l'usinage de l'aluminium[réf. nécessaire].
En alimentation, le suif extrait de la graisse de bœuf située autour des reins (le plus fin), ce qu'on appelle le suet, est utilisé, en Angleterre, comme matière grasse dans le Christmas pudding, en Belgique (surtout sous la marque Blanc de bœuf) et dans le nord de la France, où il est ou était utilisé pour la cuisson des frites.
Le suif est également utilisé dans la préparation de nourriture hivernale pour oiseaux, dans les caves à vin pour l'étanchéification des fûts ou pour des jointures diverses.
En 2016, la banque d’Angleterre a annoncé que le suif était l'un des composants des nouveaux billets de 5 livres sterling.